# Juris Grustiņš
Juris Grustiņš (* 22. Juli 1947 in Cēsis; † 2006) war ein lettischer Langstreckenläufer, der für die Sowjetunion startete.
Bei den Leichtathletik-Halleneuropameisterschaften 1972 in Grenoble siegte er über 3000 m.
1972 und 1973 wurde er über dieselbe Distanz sowjetischer Hallenmeister.

## Persönliche Bestzeiten
- 1500 m: 3:41,5 min, 30. Juni 1971, Riga
- 3000 m: 8:01,6 min, 1. Juli 1973, Valmiera
  - Halle: 8:01,4 min, 1. März 1973, Moskau (lettischer Rekord)
- 5000 m: 13:34,2 min, 19. Juli 1971, Moskau (lettischer Rekord)
- 3000 m Hindernis: 8:44,2 min, 25. Juni 1971, Riga